# Salomé - The Seventh Veil
Salomé - The Seventh Veil è il quarto album in studio della band tedesca Xandria, pubblicato il 25 maggio 2007 dall'etichetta Drakkar Entertainment. L'album è un concept basato sul personaggio di Salomè. Le canzoni mostrano uno stile orientale supportato da una forte base orchestrale. Questo è l'ultimo album che vede come cantante Lisa Middelhauve.

## Tracce
1. Save My Life – 3:56 (Marco Heubaum)
2. Vampire – 4:31 (testo: L. Middelhauve, Nils Middelhauve – musica: Heubaum)
3. Beware – 3:21 (L. Middelhauve)
4. Emotional Man – 4:03 (N. Middelhauve)
5. Salomé – 6:11 (testo: L. Middelhauve – musica: Heubaum)
6. Only for the Stars in Your Eyes – 3:17 (L. Middelhauve)
7. Firestorm – 4:50 (testo: L. Middelhauve – musica: Heubaum)
8. A New Age – 3:37 (N. Middelhauve)
9. The Wind and the Ocean – 3:24 (L. Middelhauve)
10. Sisters of the Light – 3:37 (L. Middelhauve)
11. Sleeping Dogs Lie – 4:11 (N. Middelhauve)
12. On My Way – 3:51 (N. Middelhauve)
13. Sisters of the Light (remix di Chai Deveraux) – 5:07 (L. Middelhauve)

## Formazione
- Lisa Middelhauve – voce
- Marco Heubaum – chitarra, tastiera
- Philip Restemeier – chitarra
- Nils Middelhauve – basso elettrico
- Gerit Lamm – batteria